# Danick Snelder
Danick Albertine Snelder (* 22. Mai 1990 in Pijnacker) ist eine niederländische Handballspielerin.

## Karriere
Danick Snelder spielte von 1995 bis 2005 bei Oliveo Pijnacker, dann wechselte sie zu Omni SV Hellas Den Haag. Ab 2010 stand die 1,78 Meter große Kreisläuferin beim deutschen Bundesligisten Thüringer HC unter Vertrag, mit dem sie 2011, 2012, 2013, 2014, 2015 und 2016 die deutsche Meisterschaft sowie 2011 und 2013 den DHB-Pokal gewann. Ab der Saison 2016/17 lief sie für den ungarischen Verein Ferencváros Budapest auf. Mit Ferencváros gewann sie 2017 den ungarischen Pokal. Zur Saison 2020/21 wechselte sie zum Ligakonkurrenten Siófok KC. Im Oktober 2020 wechselte Snelder zum deutschen Bundesligisten SG BBM Bietigheim. Mit Bietigheim gewann sie 2021 und 2022 den DHB-Pokal, 2021 den DHB-Supercup, 2022 die deutsche Meisterschaft sowie 2022 die EHF European League. Aufgrund eines Knorpelschadens im Knie muss Snelder 2022 für längere Zeit pausieren, ihr Verein verpflichtete daraufhin Annika Meyer. Ab Juli 2023 stand sie der Mannschaft aufgrund ihrer Schwangerschaft nicht zur Verfügung. Nach der Spielzeit 2023/24 verließ sie den Verein.
Snelder gehörte zum Kader der niederländischen Nationalmannschaft, mit der sie an der Europameisterschaft 2010 in Dänemark und Norwegen sowie an den Weltmeisterschaften 2011 und 2013 teilnahm. Weiterhin nahm sie an den Olympischen Spielen 2016 in Rio de Janeiro teil. Snelder gewann die Silbermedaille bei der Europameisterschaft 2016 sowie die Bronzemedaille bei der Weltmeisterschaft 2017. Bei der Weltmeisterschaft 2019 gewann sie im Finale gegen die spanische Auswahl den WM-Titel. Mit der niederländischen Auswahl nahm sie an den Olympischen Spielen in Tokio teil.